# Dhamoirhat
Dhamoirhat är ett underdistrikt i Bangladesh. Det ligger i den nordvästra delen av landet, 220 km nordväst om huvudstaden Dhaka.
Trakten runt Dhamoirhat består till största delen av jordbruksmark. Runt Dhamoirhat är det tätbefolkat, med 570 invånare per kvadratkilometer.